# Häxprocessen i Obermarchtal
Häxprocessen i Obermarchtal var en häxprocess som ägde rum i Obermarchtal 1586-1588. De tillhörde de stora masshäxprocesser som förekom i det katolska södra Tyskland, den region där häxprocessen var värre än någon annanstans i Europa. 
Territoriet styrdes av abboten i det kejserliga riksklostret Obermarchtal. Det var ett fattigt område, bebott av fattiga bönder. 
Processen utlöstes av abboten Konrad Frei, som önskade konfiskera de avrättades egendom för att betala klostrets skulder. Klostret led av dåliga ekonomi på grund av dåligt väder som förstört skördarna och därmed minskat klostrets inkomster från dess underlydande bönder. 
Den nya fogden Bernhart Bitterlin inledde en utredning mot den påstådda häxgruppen Magdalena Grätter, Barbara Miller, Anna Möller, Anna Hiertin och Hanns Hepp. Magdalena Grätter var en fattig utstött kvinna med avvikande beteende; hennes älskare Hans Hepp, som ryktades vara tjuv, greps med sin svägerska, som han också ska haft ett sexuellt förhållande med, och sin mor och syster. Alla fem åtalades av fogden för pakt med djävulen, magiska trollformler, häxdans och häxflykt samt stöld, mord och äktenskapsbrott. 
Processen växte genom den vanliga metoden: då en person väl hade arresterats, underkastades denna tortyr för att utpeka medbrottslingar, vilket resulterade i att processen snabbt växte och spred sig. 
Åtminstone 54 personer (43 kvinnor och 11 män), vilket innebar sju procent av regionens cirka 700 innevånare, avrättades genom bränning. Det verkliga antalet förmodas vara högre, då dokumentationen är fragmentarisk. 